# Arc-en-poche
Arc-en-poche est une collection de littérature d'enfance et de jeunesse aux éditions Nathan.

## Histoire
La collection est créée en 1979 chez Nathan par Isabelle Jan, qui avait déjà créé chez le même éditeur la collection Bibliothèque internationale en 1968. Il s'agit cette fois d'une collection de poche aux titres plus accessibles, ouverte à la littérature internationale et française.
La collection publie d'abord de nombreux inédits, puis réédite des titres d'autres collections. Après avoir fait paraître des dizaines de titres, déclinés sous des séries comme "Arc-en-poche/Deux", "Contes et légendes", "Grands textes", la collection s'arrête en 1994.

## Quelques titres
- Joan Aiken, Le Corbeau d'Arabelle
- Michael Bond, Charlotte Parlotte
- Christianna Brand, Chère Matilda
- Clyde Robert Bulla, Sarah Ida
- Italo Calvino, Romarine et autres contes
- Jean-Loup Craipeau, Gare au carnage, Amédée Petipotage !
- T. S. Eliot, Chats !
- René Escudié, Grand-Loup-sauvage
- John Meade Falkner, Les Contrebandiers de Moonfleet
- José Féron Romano, Mississippi Jane
- Sid Fleischman, Incroyables Aventures de Mister Mac Miffic
- Paul Fournel, Superchat et les karatéchats
- Leon Garfield, Black Jack
- Tove Jansson, Moumine le Troll
- Randall Jarrell, Le Lapin de pain d'épice
- Guy Jimenes, Le Grand Réparateur
- Thierry Jonquet, L'Ogre du métro
- Ole Lund Kirkegaard, Tarzan à la gomme
- Georges Kolebka, L'Épicier rose
- Madeleine Ley, La Nuit de la Saint-Sylvain
- Astrid Lindgren, Le Pays du crépuscule
- Jacqueline Mirande, Sans nom ni blason
- Edith Nesbit, La Chasse au trésor
- Jean-Paul Nozière, La Chanson de Hannah
- Daniel Pennac, Cabot-Caboche ; L'Œil du loup
- Évelyne Reberg, La Rédac'
- François Rivière, La Clinique du docteur K
- François Sautereau, Racamiel et Rigobert
- Catherine Storr, Polly la futée et cet imbécile de loup
- John Tully, Johnny belle gueule
- Jean-François Vilar, La Doublure